# Julian Maj (lekarz)
Julian Maj (ur. 7 stycznia 1907 w Dąbrówce Wisłockiej, zm. 28 sierpnia 1982) – lekarz, oficer Polskich Sił Zbrojnych, uczestnik bitwy o Monte Cassino, po wojnie organizator i pierwszy dyrektor Szpitala w Dębicy.

## Życiorys

### Okres przedwojenny
Urodził się 7 stycznia 1907 w Dąbrówce Wisłockiej. Absolwent Państwowego Gimnazjum im. St. Konarskiego w Mielcu, studia na Wydziale Lekarskim Uniwersytetu Jagiellońskiego w Krakowie ukończył w 1934 r.
Po odbyciu służby wojskowej w Centrum Wyszkolenia Sanitarnego w Warszawie i 16 pułku piechoty w Tarnowie, pracę zawodową rozpoczął we wrześniu 1935 r. od stażu w Szpitalu Powszechnym w Tarnowie, następnie pracował w Lipnicy Murowanej (powiat bocheński), a później w Mielcu.

### Okres II wojny światowej
Po wybuchu wojny został zmobilizowany w stopniu podporucznika do pracy w szpitalu polowym, później został skierowany do Szpitala Wojennego nr 101 w Zaleszczykach. Po agresji ZSRR na Polskę, wraz ze szpitalem został ewakuowany do Rumunii i umieszczony w obozie dla oficerów. W 1940 r. wraz z grupą oficerów przez Grecję dostał się do Marsylii, gdzie został przydzielony do 4 Dywizji Piechoty na stanowisko lekarza dywizjonu w 4 pułku artylerii polowej. W obliczu klęski Francji, wraz ze swoim pułkiem został ewakuowany do Anglii.
Po intensywnych przygotowaniach i szkoleniach, wraz z 15 tysiącami innych żołnierzy, na pokładzie transatlantyku Queen Elizabeth został przetransportowany do Suezu, stamtąd koleją do Palestyny, a następnie ciężarówkami przez pustynię do Iraku, gdzie w stopniu porucznika dołączył do Armii Polskiej na Wschodzie gen. W. Andersa, z którą potem przeszedł cały szlak bojowy. Wraz z Armią gen. Andersa, która w Libanie odbyła wysokogórskie przeszkolenie, wziął następnie udział w całej kampanii włoskiej, w tym także w zwycięskim szturmie na Monte Cassino.

### Okres powojenny
Po zakończeniu działań wojennych, przeszedł do pracy w 5 Polskim Szpitalu Wojennym w Casamassima. W 1946 r. zdemobilizowany, powrócił do Polski i w 1947 r. podjął się zadania zorganizowania nowego szpitala w Dębicy, którym kierował i jednocześnie pracował w nim jako chirurg-położnik, aż do czasu swojej ciężkiej choroby w 1952 r., która uniemożliwiła mu dalszą pracę przy stole operacyjnym. W międzyczasie napisał rozprawę doktorską i w 1951 r. uzyskał stopień doktora nauk medycznych.
W 1954 r. zorganizował Poradnię Chirurgiczną w Dębicy i kierował nią do 1958 r., gdy powrócił do Mielca i gdzie do 1963 r. pełnił funkcję kierownika poradni chirurgicznej przy WSK-Mielec.
Po przebytym zawale w 1967 r. nieco ograniczył aktywność zawodową, a bardziej skoncentrował się na pisaniu wspomnień. 
Zmarł 28 sierpnia 1982 r. i spoczywa na cmentarzu parafialnym w Mielcu, przy ul. Henryka Sienkiewicza.

## Dorobek literacki
Efektami jego pracy literackiej były: mająca kronikarski charakter książka o przeżyciach wojennych pt. "Na drogach do piekieł" (Kraków 1973), kilka opowiadań i druga, rozszerzona wersja wspomnianej książki, której jednak nie udało się wydać.